# Hiv och aids i Sydafrika

Hiv och aids i Afrika år 2021

Hiv och aids är sedan 1980-talet ett stort problem i Sydafrika. Sydafrika är ett av de mest hiv- aids-drabbade länderna i världen, med cirka 7,8 miljoner smittade 2020.

## Bakgrund
Hiv och aids förekommer i hela världen men är mest utbrett i Afrika, söder om Sahara.  Sydafrika hade 2020 enligt FN-organet UNAIDS cirka 7,8 miljoner smittade i alla åldrar. Bandile Sizani från Education and Training Uni menade dock att den verkliga siffran är högre och att många bär på sjukdomen ovetande eller i det tysta.
Sydafrika är ett av Afrikas rikaste länder mätt i BNP per person, men till följd av det tidigare apartheidsystemet är klyftorna i samhället ännu stora. Större delen av den vita befolkningen har en levnadsstandard som tillhör de högsta i världen, medan en betydande andel svarta lever på tredje världens nivå i förslummade kåkstäder eller på fattig landsbygd.
Det är främst socioekonomiskt utsatta grupper som är drabbade av sjukdomen. Detta beror på att sex kan vara ett tabubelagt ämne och att myndigheter ibland inte vill tala öppet om hiv och aids. Det kan också vara svårt att nå ut med information. Många människor i socioekonomiska utsatta grupper har även en låg utbildning; dessutom kan dessa grupper ha begränsad tillgång till tidningar, radio och tv. Därför känner många inte ens till att sjukdomen existerar. Många saknar kunskap om  att det går att förhindra att bli smittad genom att använda kondom. Ett stort problem är att också att många fortfarande förnekar att hiv och aids finns, vilket leder till allt för få personer testar sig.
Rent biologiskt smittas flickor och kvinnor lättare av hiv än pojkar och män. Män och pojkar har också generellt mer makt och inflytande än kvinnor i många länder. Detta gör att kvinnorna ofta har svårt att kräva att kondom används vid sexuella kontakter. Även sexuella övergrepp mot flickor och kvinnor är  vanliga.
Människor som lever i låginkomstområden har inte heller samma tillgång till behandlingsmöjligheter. Behandlingen kräver regelbundna kontroller och besök på vårdcentraler som ofta ligger långt från hemmet. Därför har det gjorts framgångsrika försök att decentralisera vården. Risken att drabbas av infektioner till följd av undernäring och dålig hygien är dessutom stor.
Fördomarna kring hiv och aids är fortfarande omfattade och det är vanligt att människor vänder de hiv-positiva och deras familjer ryggen. Barnen blir ofta mobbade och ibland till och med avstängda från skolan. De kan även vägras tillgång till sjukvård samt behandlas illa i foster- eller vårdhem. För att undvika att bli utstötta eller utfrysta väljer därför många barn att inte berätta att de har hiv.
I Sydafrika fanns 2020 cirka 1,6 miljoner föräldralösa barn på grund av hiv och aids. Åtskilliga mor- och farföräldrar har mist sina egna barn och drar nu försorg om sina barnbarn. Den äldsta av de föräldralösa barnen får ofta ta över ansvaret för familjen, vilket kan leda till avbruten skolgång då man måste tjäna familjens uppehälle. I Sydafrika växer även en generation upp som smittats med hiv redan vid födseln.

## Historisk utveckling

### 1990-talet
Under 1990-talet ökade andelen hiv-smittade kraftigt i Sydafrika, synnerhet bland den svarta befolkningen, och 1996 rasade en storm i Sydafrika när nya läkemedel för hiv-drabbade skulle göras tillgänglig för en fattig befolkning. De då nya läkemedlen var dyra och kostade 12 000 dollar per person och år, och den sydafrikanska regeringen försökte ändra lagstiftningen för att komma åt billigare läkemedel. Detta resulterade i en gigantisk stämning från 40 bolag mot regeringen.
Under 1990-talet spreds dessutom uppgifter om att samlag med en oskuld kunde bota hiv, vilket ledde till att små barn våldtogs och smittades redan som barn. Dessutom var det svårt att prata om hiv och sexualitet i vissa kretsar. Efter valsegern 1994 lär Nelson Mandela ha sagt ”Jag ville vinna valet så jag slutade tala om aids".

### 2000-talet
Samtidigt som Sydafrika klättrat till att ha störst andel hiv-smittade i världen gick den sydafrikanska presidenten Thabo Mbeki år 2000 ut offentligt och sa att aids inte orsakades av hiv-viruset, trots att det fanns väl underbyggda bevis att så var fallet. Mbekis hälsominister gav rådet att använda bland annat vitlök och rödbetor i stället för läkemedel.
När sedan ett läkemedelsbolag ville skänka hiv-läkemedel till bland annat alla gravida i  Sydafrika för att skydda barnen från att smittas vid födseln tillät presidenten detta endast på försöksnivå. Enligt studier från amerikanska och sydafrikanska forskare beräknas president Mbekis uttalanden och beslut ha bidragit till att cirka 330 000 sydafrikaner avled och till 200 000 onödiga smittade. Efter internationella påtryckningar och att landets högsta domstol fastslaget att gravida hade grundlagsstadgad rätt till medicinsk hiv-behandling, påbörjades  ett program för att minska antalet nyfödda som smittades av sina mammor 2003. År 2004 påbörjades ett nationellt program, the operational plan, för smittade vuxna. Vid det laget hade priserna för hiv-läkemedel sjunkit.
The operational plan inkluderade bland annat  prevention, utbildning, stöd till smittade familjer och gratis läkemedelsbehandling och multivitaminer inom den offentliga vården. Dessutom utökades budgeten för hälso- och sjukvården. Men 2005 var fortfarande andelen smittade som fick läkemedel låg, runt 23 %, vilket kan jämföras med andra jämförbara länder som Botswana och Namibia där andelen hiv-smittade som fick läkemedel var 85 % respektive 71 %.

### 2010-talet
År 2010 lanserades ett stort åtgärdspaket i Sydafrika som inkluderade förebyggande åtgärder, testning samt behandling av hiv och aids. Men 2012 var antalet nysmittade så högt att de motsvarade nästan en fjärdedel av världens alla nysmittade, och det var främst kvinnor under 25 år som stod för ökningen. En förklaring som getts är bland annat att äldre män har förhållanden med flera kvinnor där det kan vara svårt för kvinnorna att kräva kondom.
Hiv och aids har minskat befolkningstillväxten, vilket setts som negativt för Sydafrika. År 2012 var det åldersgruppen 15 till 49 år som var mest drabbade av hiv och aids, alltså den mest produktiva delen av befolkningen. Detta ansågs kunna leda till svåra ekonomiska konsekvenser om Sydafrika fortsatte förlora kompetens och arbetskraft genom att många dör unga. Men till 2018 syntes en trendväxling, den förväntade livslängden som 2005 var nere på 55,8 för kvinnor respektive 52,2 för män hade stigit kraftigt till 67,3 år för kvinnor och 61,1 år för män. Under samma period hade antalet aids-relaterade dödsfall som andel av samtliga dödsfall i landet halverats från 44 % till 22 %.

### 2020-talet
Sen 2010 har utvecklingen gått åt rätt håll. Mellan åren 2010 och 2020 minskade andelen nya smittade med 45 %, under samma period minskade andelen aids-relaterade dödsfall med 50 %. Men 2020 smittades fortfarande 230 000 personer med hiv och ungefär 600 000 personer beräknades vara omedvetna om att de bar på sjukdomen.

## Hiv/aids och sexualundervisning i skolan
Hiv-, aids- och sexualundervisning förekommer i skolan som en del av kursen Life Orientation, vilken också omfattar ämnen som kost- och yrkesvägledning. Enligt uppgifter från 2015 saknades det lärare som ville utbilda sig och undervisa i Life Orientation. Ibland fanns även motstånd från skolledningen till att kursen skulle finnas med i läroplanen. Detta beror på att en del lärare känner sig obekväma med att lära ut en läroplan som strider mot deras egna värderingar och åsikter.

## Organisationer som arbetar med hiv och aids
Det finns flera organisationer och stiftelser som arbetar med hiv och aids i Sydafrika, bland annat Läkare utan gränser, LoveLife och Organisationen Education and Training Unit (ETU). ETU är en organisation i Sydafrika som arbetar med kapacitetsutveckling och hiv- och aidsarbete.
Det förekommer också att arbetsplatser erbjuder sina anställda att testa sig för hiv och aids gratis.

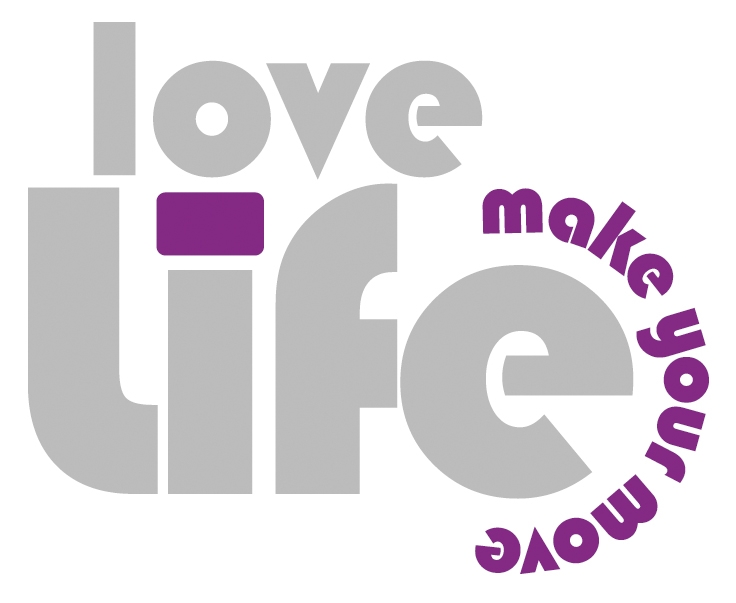
Lovelife Youth är Sydafrikas största nationella aids-prevention, utbildning och beteende initiativ för ungdomar